# هیمو
هیمو (به انگلیسی: Himo) شرکت تولید پروتز مو می‌باشد که در سئول واقع شده است. این شرکت در سال ۱۹۸۷ تحت عنوان شرکت Himo-Hair تاسیس شد.
این شرکت بالاترین میزان تولید و فروش کلاه گیس و پروتز مو را در سراسر جهان دارد.